# پرتونما
پِرْتونْما (به فنلاندی: Pertunmaa) یک منطقهٔ مسکونی در فنلاند است که در ساوونیای جنوبی واقع شده‌است.